# Общ труд
„Общ труд, повременно книжовно списание“ е списание, излизало през 1868 г. в Болград (3 книжки). Негов редактор е Теодосий Икономов.
Изданието е свързано с българската колония в града, който е сред големите български културни средища през XIX в., в него е Централното българско училище.
Списанието има просветен и литературен характер, интересува се от българския фолклор. Публикува стихове от Добри Войников, Васил Попович, Никола Козлев, Димитър Великсин и др.